# Naiqama Lalabalavu

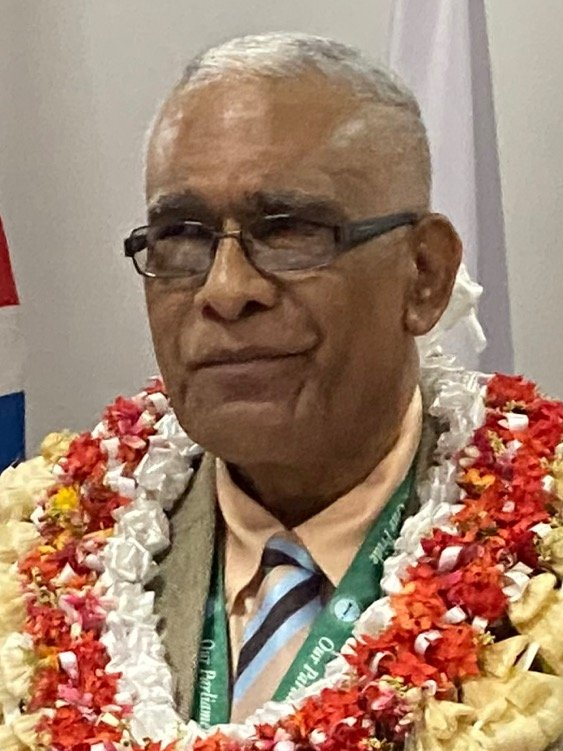
Naiqama Lalabalavu, 2023

Ratu Naiqama Tawakecolati Lalabalavu (* 23. Dezember 1953) ist ein fidschianischer Häuptling und der aktuelle Präsident von Fidschi. Er diente als Führer der Opposition und als Sprecher des Parlaments von Fidschi.
Am 31. Oktober 2024 wurde er zum Präsidenten von Fidschi gewählt; er trat sein Amt am 12. November 2024 an.

## Oberhäuptling
1999 folgte Lalabalavu seinem verstorbenen Vater Ratu Glanville Lalabalavu als Tui Cakau oder Oberhäuptling der Cakaudrove und der Tovata-Konföderation, einer von drei Konföderationen, denen alle fidschianischen Stämme angehören. Seine Ernennung wurde vor Gericht von Ratu Epeli Ganilau angefochten, dem Sohn des ehemaligen fidschianischen Präsidenten Ratu Sir Penaia Ganilau, der selbst vor seinem Tod im Jahr 1993 den Titel Tui Cakau innegehabt hatte, im Jahr 2001 entschied der Oberste Gerichtshof jedoch zu Lalabalavus Gunsten.
Er ist zum römischen Katholizismus konvertiert.
Lalabalavu ist der Vater des SODELPA-Abgeordneten Ratu Atonio Lalabalavu.